# Église Notre-Dame de Larmor-Plage
Pour les articles homonymes, voir Église Notre-Dame.
L'église Notre-Dame est une église catholique située à Larmor-Plage, en France.

## Localisation
L'église Notre-Dame est située dans le département français du Morbihan, sur la commune de Larmor-Plage.

## Histoire
L'édifice est classé au titre des monuments historiques par arrêté du 8 février 1990.
L'église est située sur une petite éminence à 200 mètres de la mer, à l'entrée côté ouest de la rade constituée l'estuaire commun au Scorff, au Blavet et au Ter.
La chapelle initiale, construite selon la tradition par Gildas le Sage au VIe siècle, fut brûlée par les Vikings et reconstruite au Xe siècle, sous le règne de Geoffroi Ier de Bretagne, devenant un lieu de pèlerinage pour les gens de mer. Les quatre gros piliers de son transept, de style roman, datent probablement du XIVe siècle. À la suite d'un incendie survenu en 1502, elle fut à nouveau reconstruite  partiellement au XVIe siècle dans le style gothique breton (son porche latéral, de style flamboyant, avec ses 12 statues des Apôtres et celle du Christ, fut construit entre 1491 et 1552), sa tour-clocher étant achevée en 1630 par Louis VIII de Rohan-Guéméné.
La chapelle Notre-Dame de Larmor devint église paroissiale le 13 janvier 1912 lors de la création de la paroisse de Larmor.
Le 15 mai 2019, y sont célébrées les funérailles du premier maître Cédric de Pierrepont, officier marinier des forces spéciales françaises, tué lors d'une opération de libération d'otages au Burkina Faso.

## Description
L'élément le plus marquant de l'édifice est la massive tour de guet fortifiée visible depuis la mer, ajoutée à l'ouest de l'édifice en 1630. Elle est sommée d'une flèche de granit en 1666. On accède à la terrasse par un escalier de 71 marches.
Le porche a été construit au nord, du côté opposé à la mer, moins exposé en cas de tempête. Vouté d'ogives, il porte la date 1552 dans une banderole tenue par un ange, à la clef de voûte. Les côtés intérieurs du porche sont ornés de statues des douze apôtres, datées de 1518.
L'intérieur présente une nef à trois vaisseaux, un transept peu marqué et un chœur à chevet plat, le tout couvert d'une charpente à clés pendantes aux sablière et entraits sculptés. Les piles à colonnettes engagée de la croisée de transept, du XIIIe ou XIVe siècle, sont la partie la plus ancienne de l'édifice.

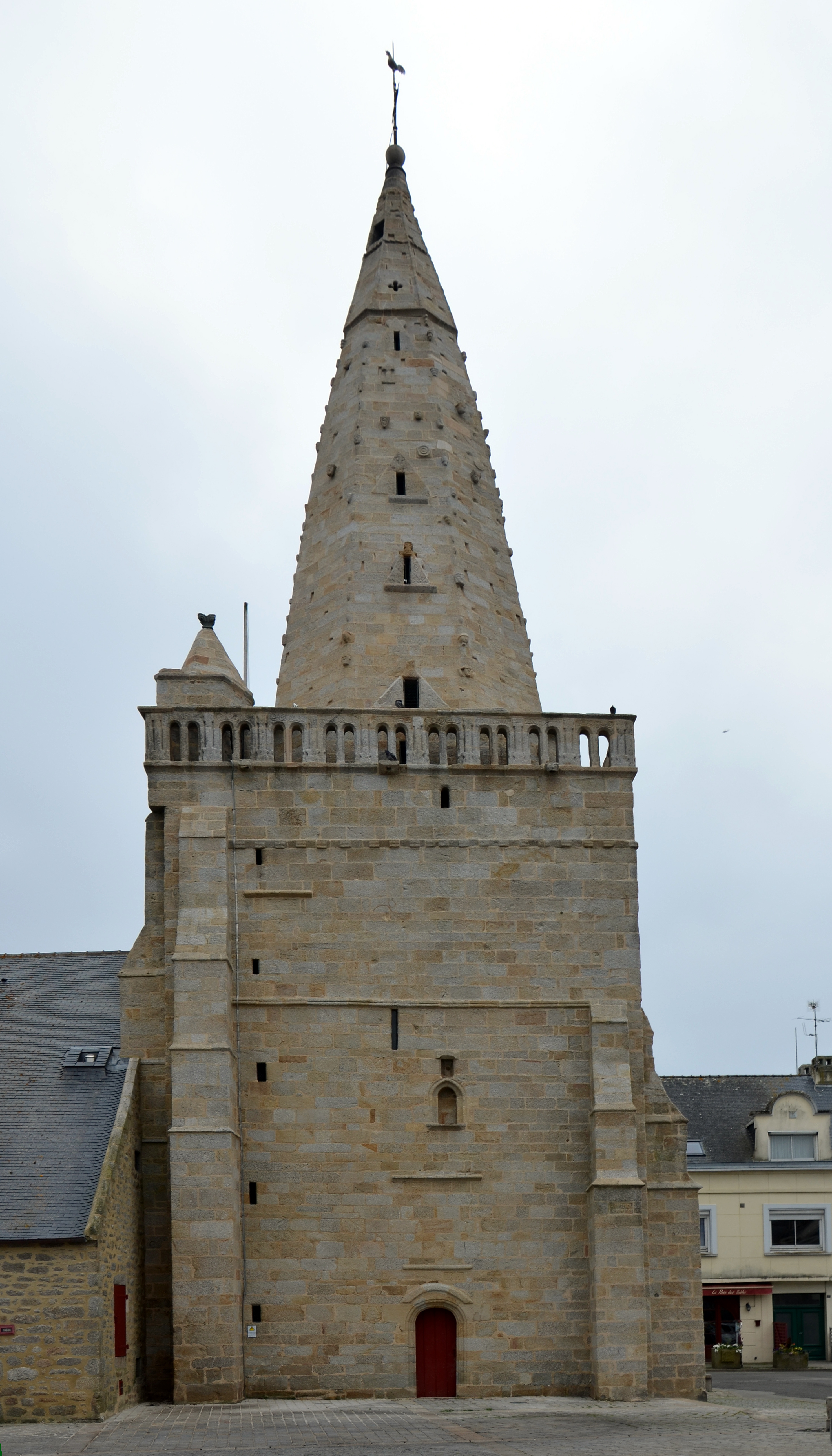
Église Notre-Dame de Larmor-Plage : le clocher.
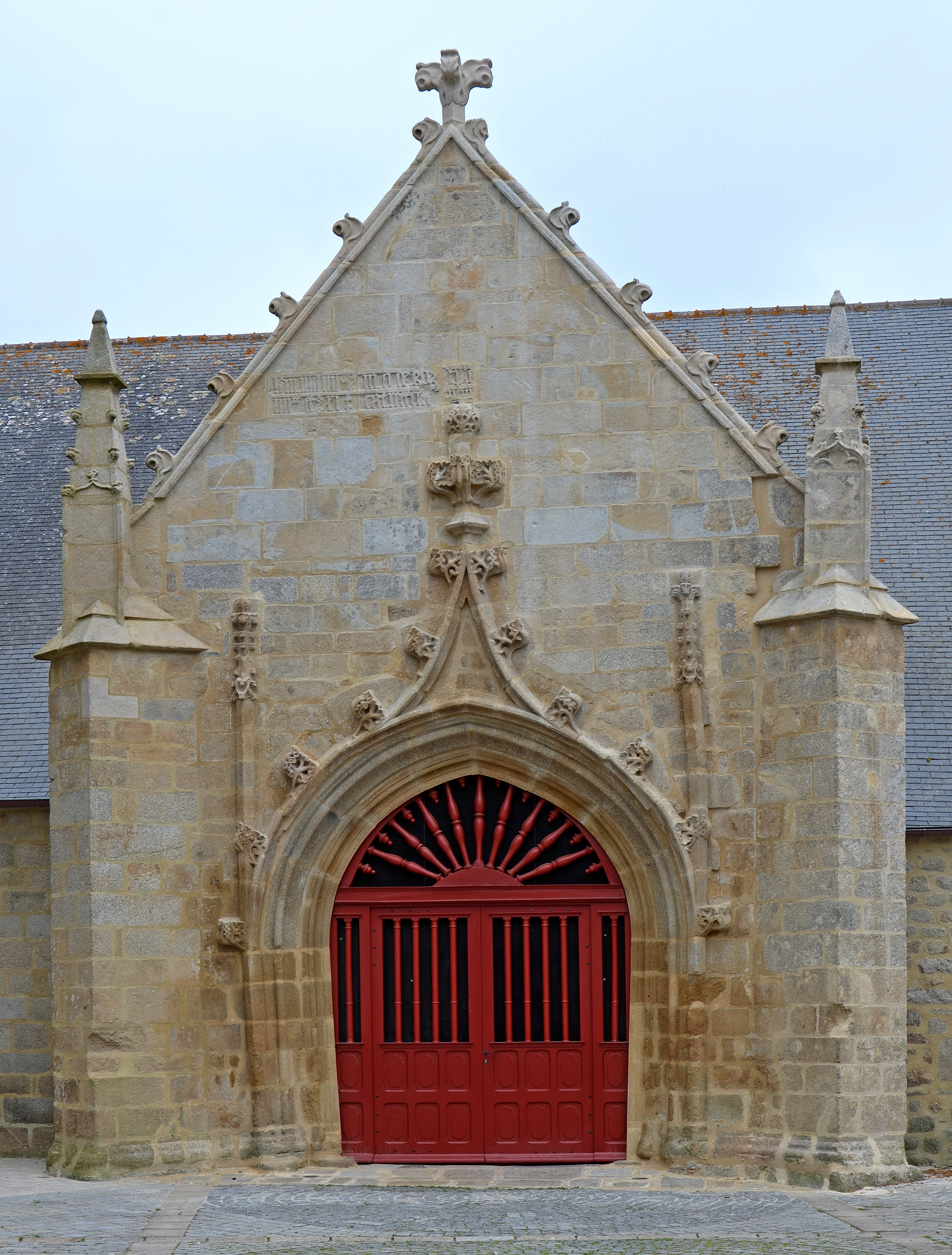
Église Notre-Dame de Larmor-Plage : le porche.
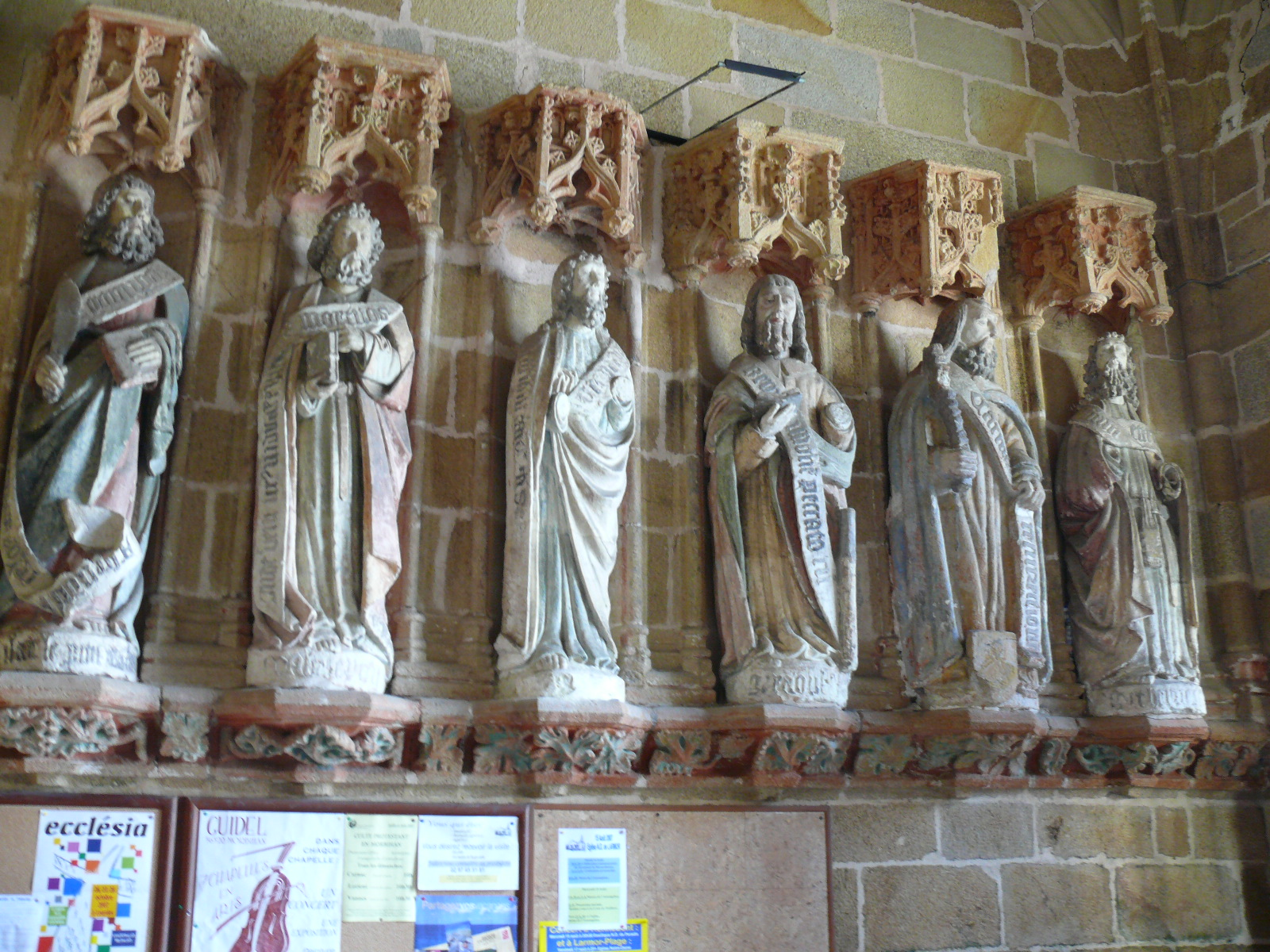
Porche de l'Église Notre-Dame de Larmor-Plage : six des Douze Apôtres.
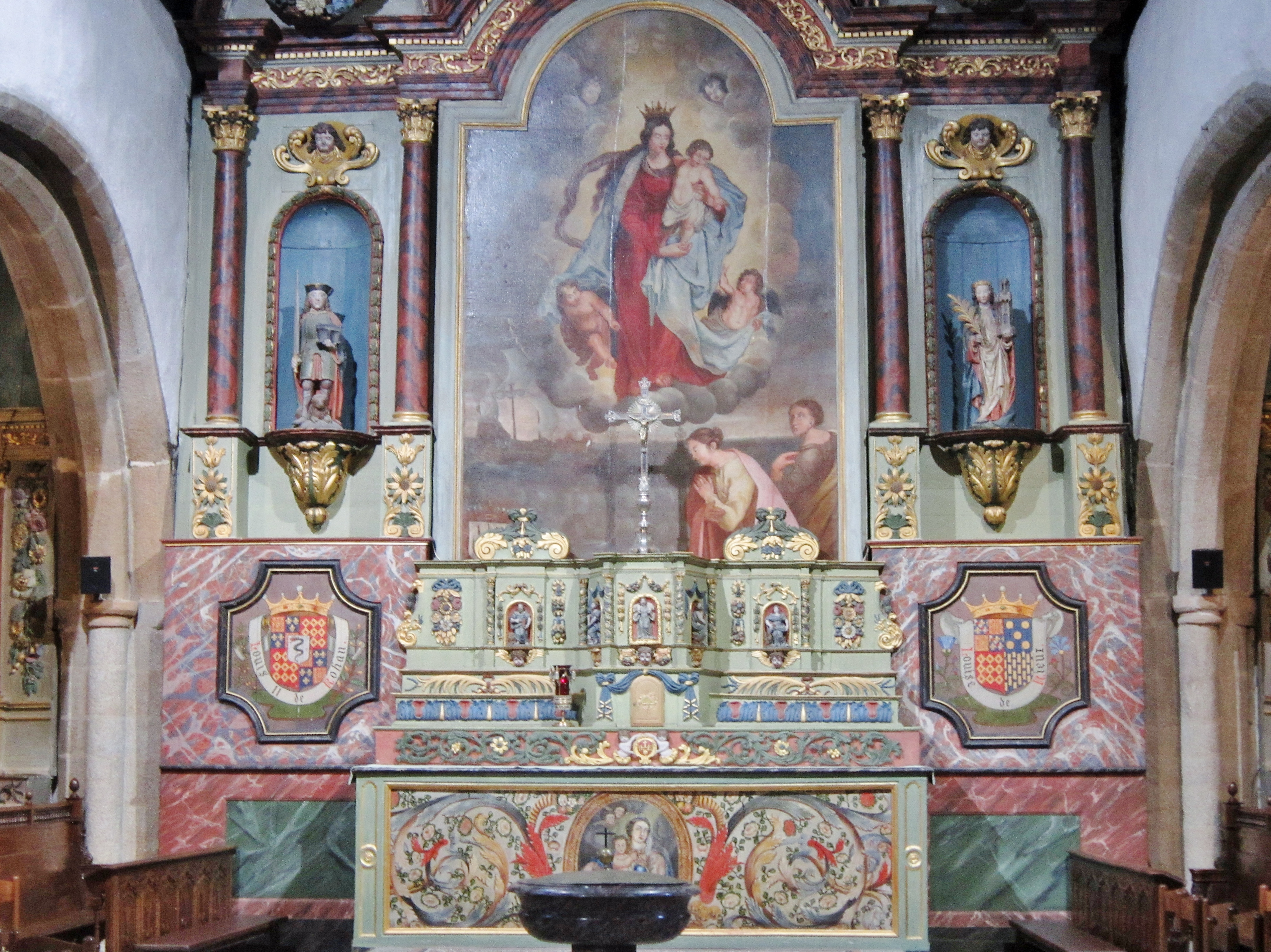
Église Notre-Dame de Larmor-Plage : retable de la Vierge à l'Enfant ; on distingue les blasons de Louis II de Rohan-Guéméné (1444-1508) et de son épouse Louise de Rieux (née le 1er mars 1446).

## Objets mobiliers
(août 2011).
- Plaque commémorative, en granit, de la construction de la chapelle portant l'inscription 1506, classée au titre objet des monuments historiques par arrêté du 12 juillet 1907[7];
- Sous le porche nord, un groupe de douze statues de pierre du début du XVIe siècle représentant les Douze Apôtres, classé au titre objet des monuments historiques par arrêté du 12 juillet 1907[8];
- Groupe sculpté en pierre représentant une Vierge de Pitié, formé de six figures, de la première moitié du XVIe siècle, classé au titre objet des monuments historiques par arrêté du 12 juillet 1907[9];
- Statue en bois du XVIe siècle figurant un christ de pitié, classé au titre objet des monuments historiques par arrêté du 12 juillet 1907[10];
- Groupe sculpté en pierre de la première moitié du XVIe siècle représentant saint Roch et son chien, classé au titre objet des monuments historiques par arrêté du 12 juillet 1907[11];
- Deux statuettes en bois du milieu du XVIe siècle représentant sainte Barbe et saint Efflam, classées au titre objet des monuments historiques par arrêté du 12 juillet 1907[12];
- Statuette en bois du XVIIIe siècle représentant Salomé, classée au titre objet des monuments historiques par arrêté du 24 avril 1966[13];
- Statue en bois polychrome du XVIe siècle, représentant une Vierge avec longues tresses, en robe rouge et manteau bleu, portant du bras droit l'Enfant Jésus qui tient un livre. Elle est classée au titre objet des monuments historiques par arrêté du 19 avril 1966[14];
- Maquette (hauteur 66 cm, longueur 92 cm) ex-voto du navire « Le Saint-Jean », frégate portant trois mâts carré. La carène est peinte en vert, le dessus en noir avec une ligne blanche pour la batterie. Son orientation indiquerait le temps à venir[15]. Cet ex-voto est classé au titre objet des monuments historiques par arrêté du 21 janvier 1901[15]. Deux autres ex-voto maquettes plus récentes sont présents dans la nef de l'église.
- Retable appelé « l'autel des Juifs » composé de trente neuf figurines (Jésus inclus) en triangle daté du début du XVIe siècle ;
- Ensemble de menuiseries de la fin du XVIIe siècle, restauré, composé de trois retables et trois autels : retable du chevet avec comme toile centrale, la Vierge à l'Enfant entourée de têtes d'angelots et les donateurs. Dans les niches latérales sont placées les statues de saint Efflam et sainte Barbe. L'autel, orné de colonnes torses, conserve dans les niches la statue du Bon Pasteur et celles des quatre Évangélistes.
- Antependium en toile peinte dont le médaillon central représente à la Vierge à l'Enfant ;
- Retables des bas-côtés du chœur comportant une niche centrale flanquée de pilastres, avec au sommet, un tableau représentant le Père Éternel.
  - Retable Sud décoré d'une statue de saint Jean-Baptiste et antependium en bois sculpté avec guirlandes de fleurs.
  - Retable Nord avec la statue de la Vierge à l'Enfant et antependium sur toile peinte figurant saint Roch.

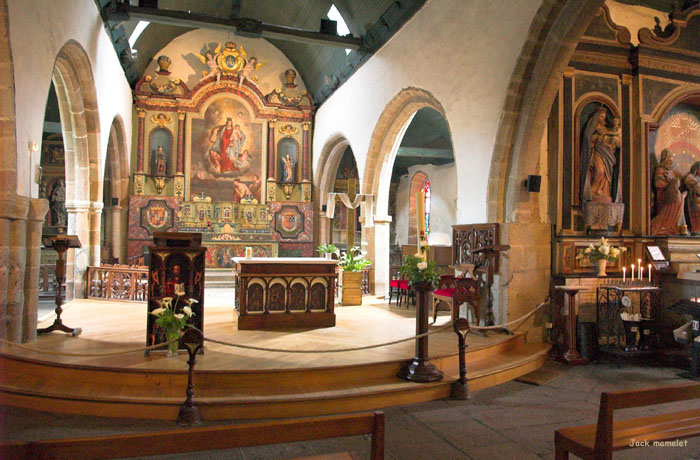
Le chœur de l'église.
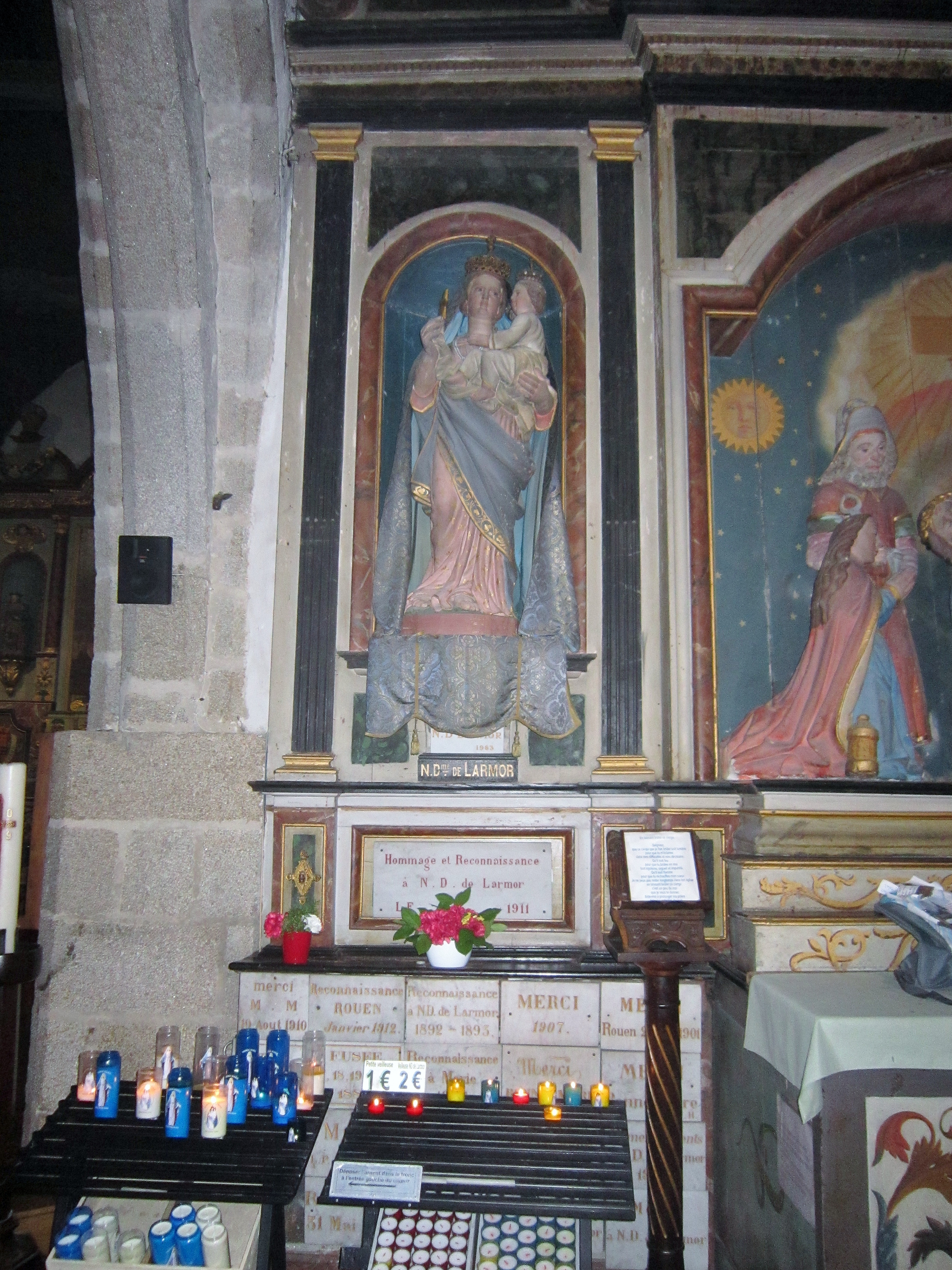
Statue de Notre-Dame de Larmor ("Vierge à l'Enfant") et ex-votos de reconnaissance.
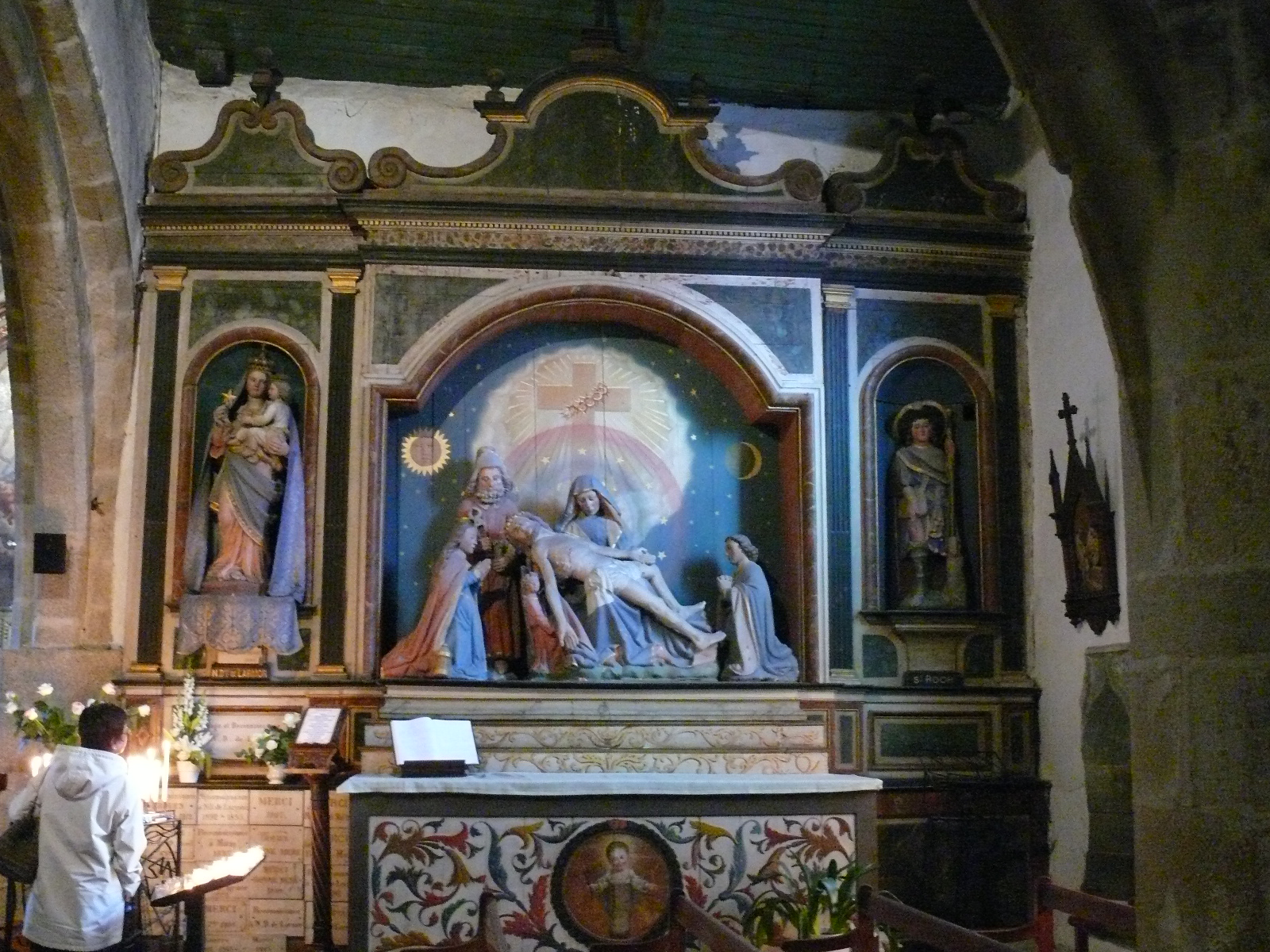
Le groupe sculpté "Vierge de Pitié" (XVIe siècle) 1.
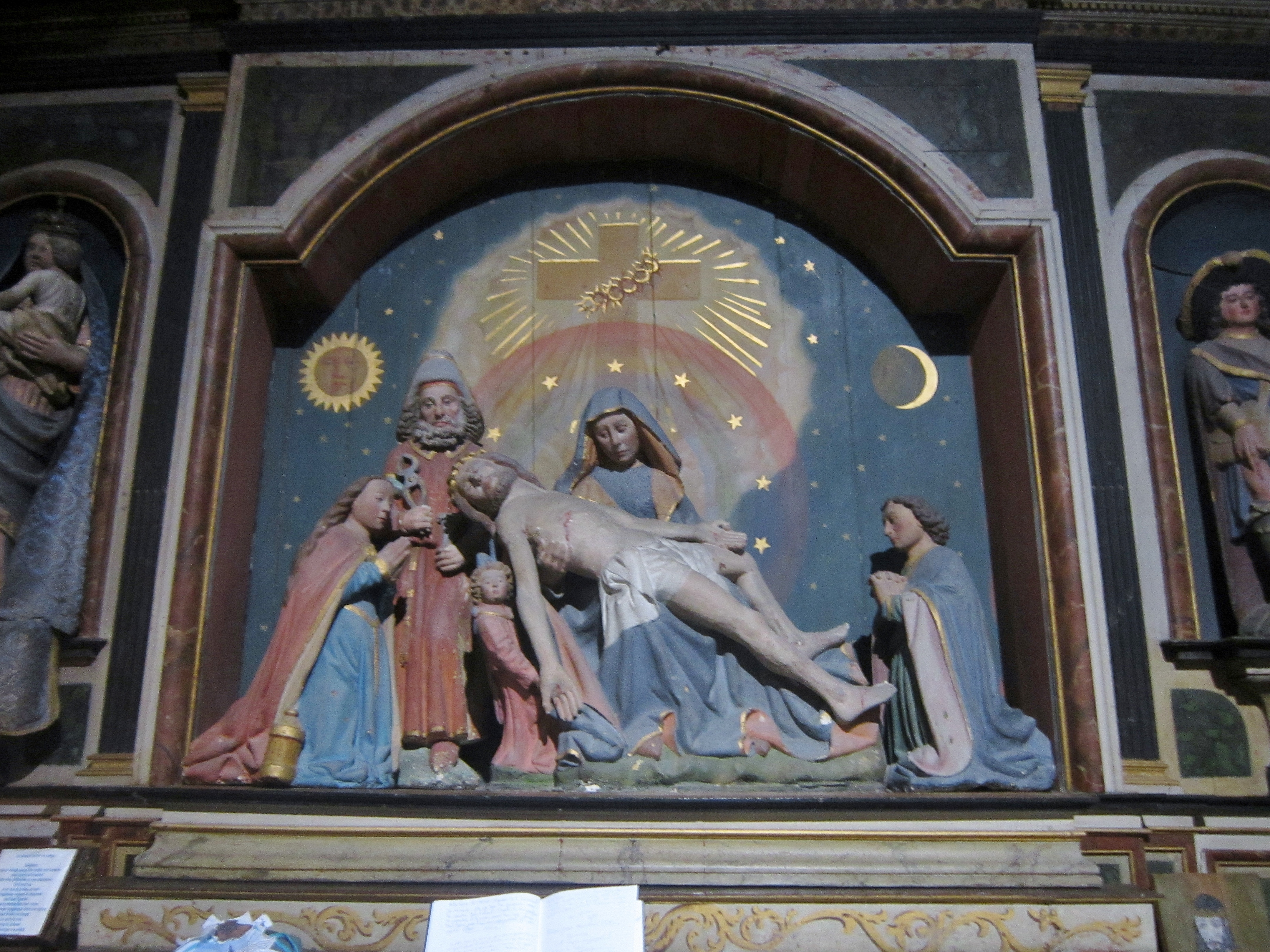
Le groupe sculpté "Vierge de Pitié" (XVIe siècle) 2.
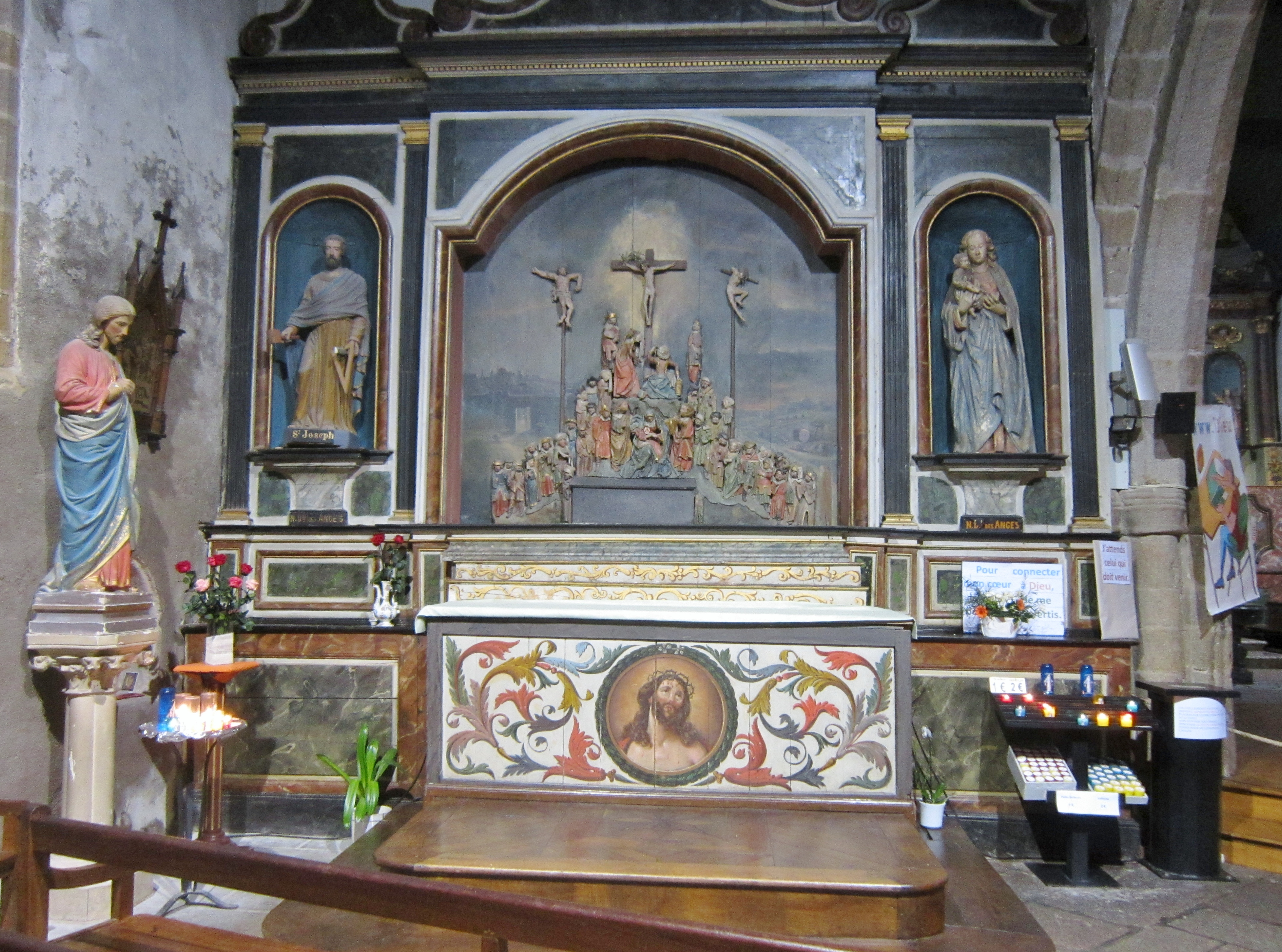
Le retable appelé "l'autel des Juifs" (XVIe siècle) 1.
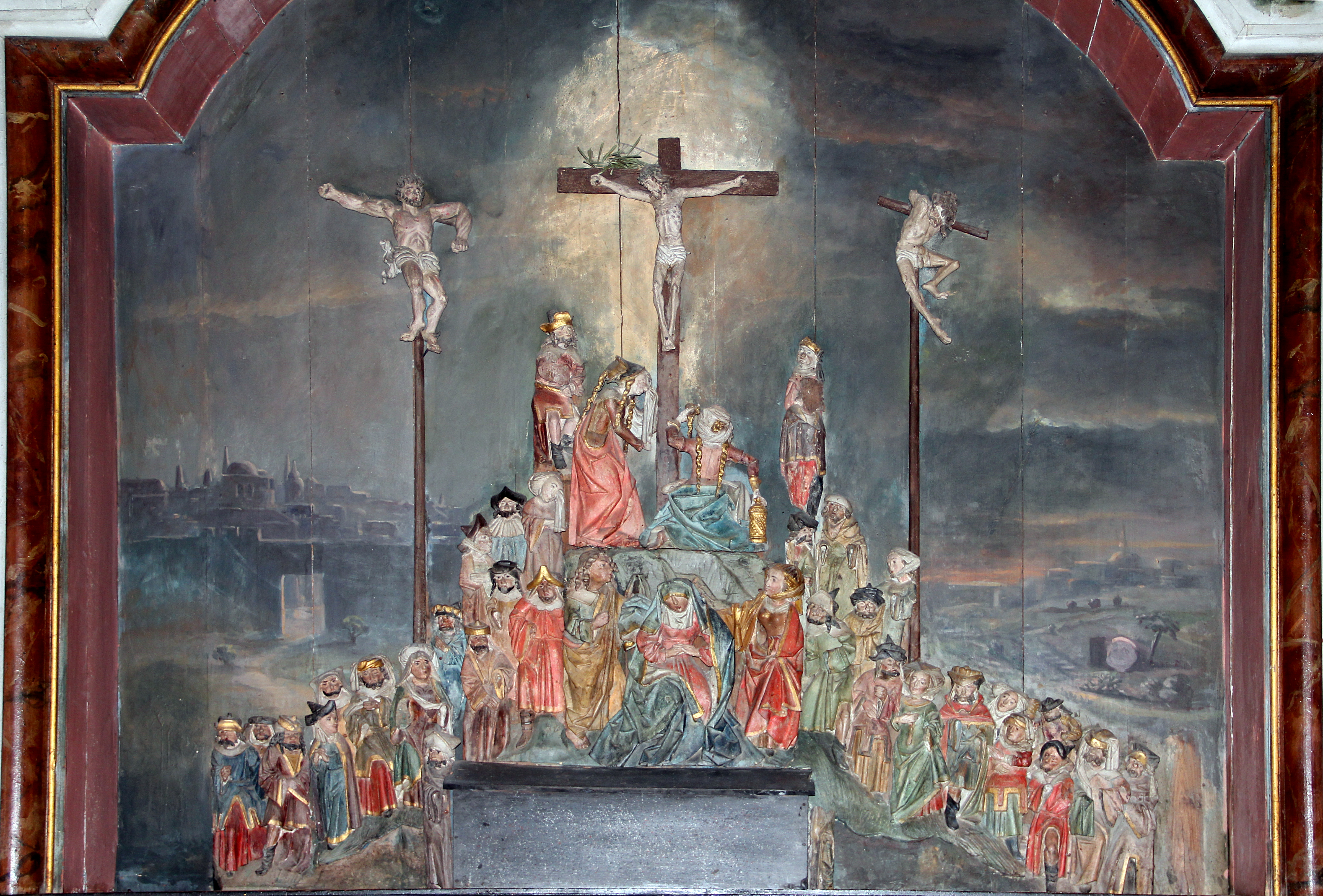
Le retable appelé "l'autel des Juifs" (XVIe siècle) 2.
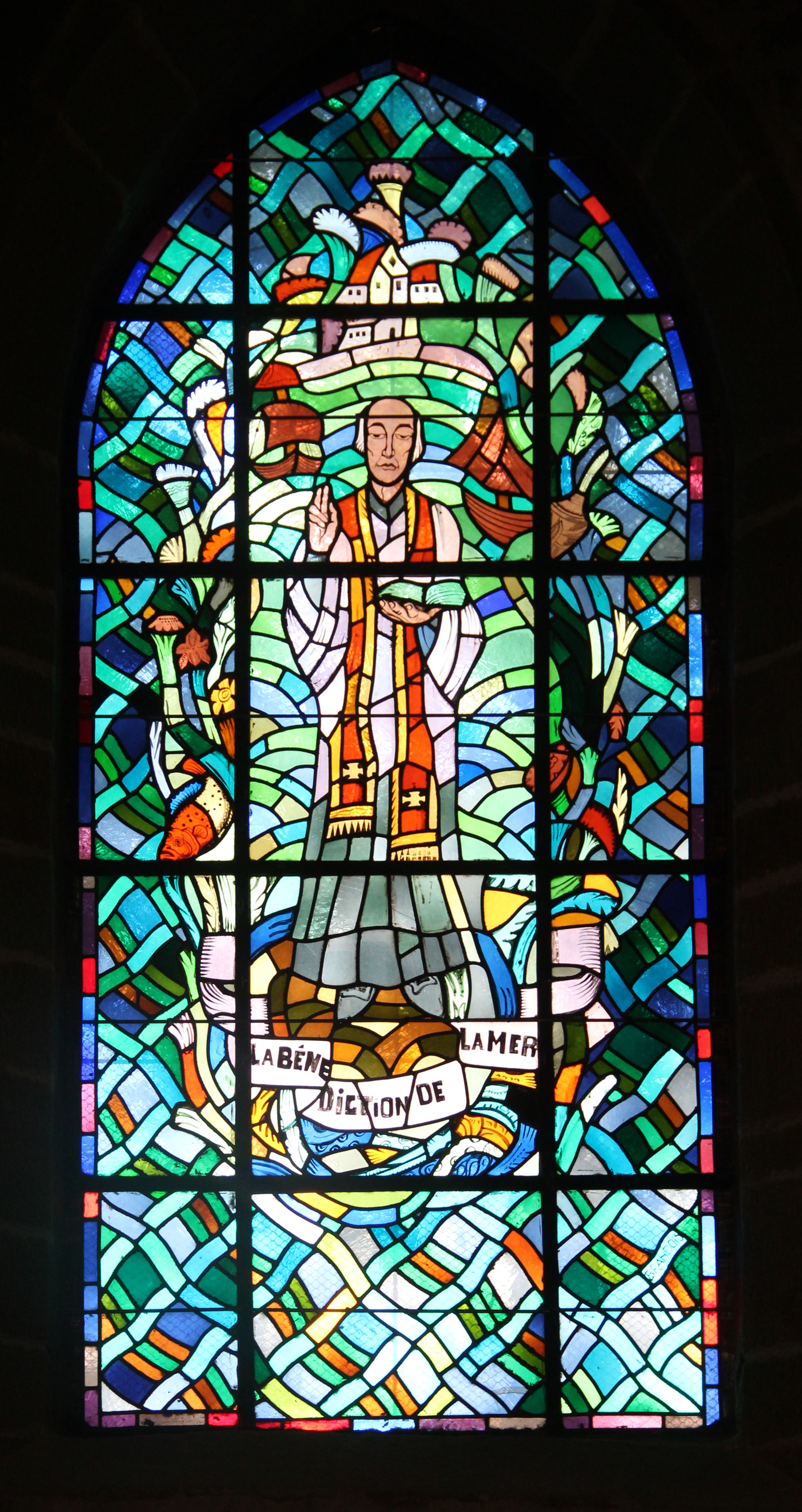
Le vitrail de la "Bénédiction de la mer".
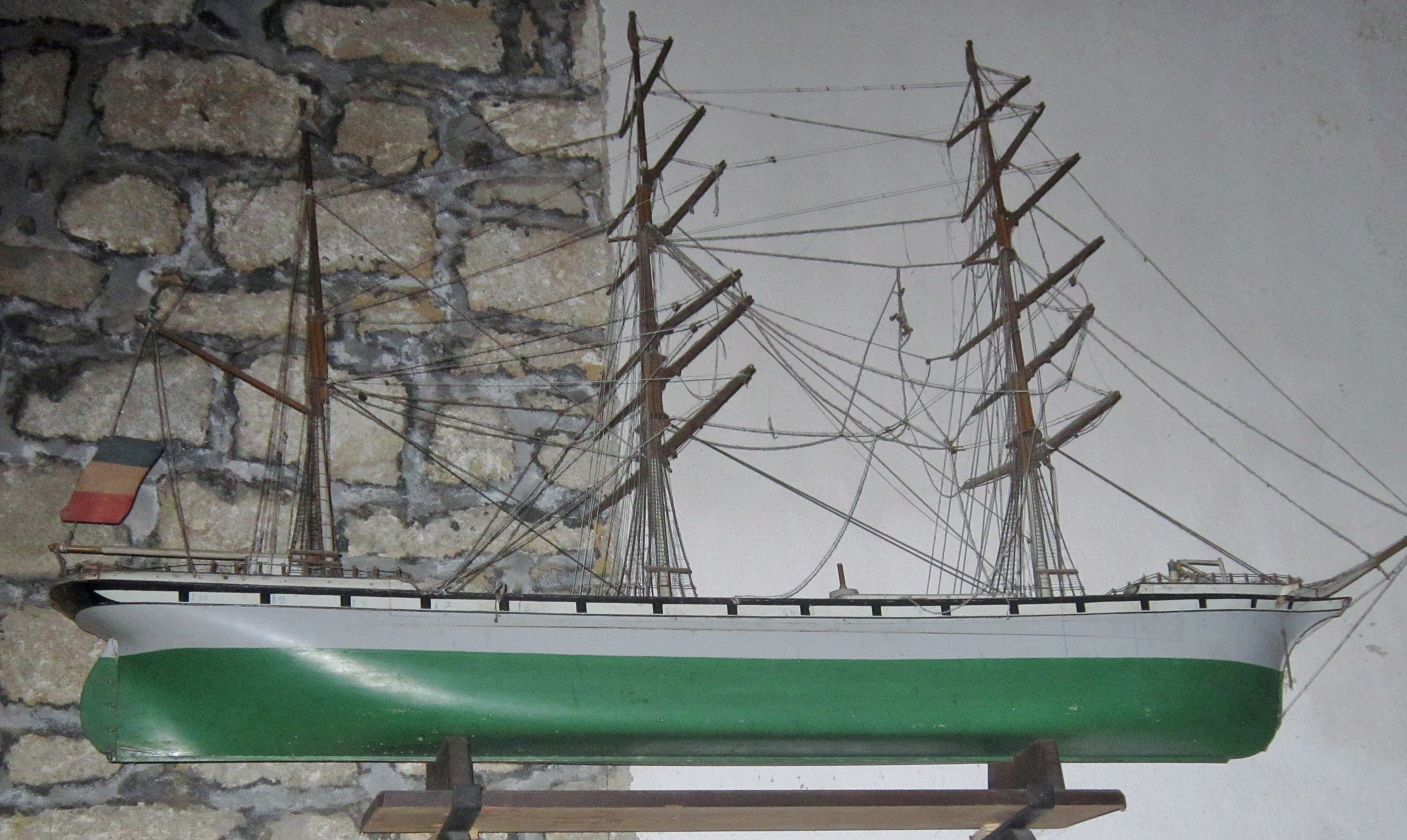
Ex-voto du trois-mâts barque Notre-Dame de Larmor (en fait copie du trois-mâts barque Sainte-Anne construit par la société Dubigeon à Nantes en 1899).